# Anastrepha atrox
Anastrepha atrox
 es una especie de insecto díptero que Aldrich describió científicamente por primera vez en 1925. Esta especie pertenece al género Anastrepha de la familia Tephritidae.  